# Parantechinus apicalis
Parantechinus apicalis är ett däggdjur i familjen rovpungdjur (Dasyuridae).

## Beskrivning
Arten påminner i utseende om en mus och når en kroppslängd (huvud och bål) mellan 14 och 15 centimeter samt en vikt mellan 30 och 100 gram. Därtill kommer en cirka 10 cm lång svans. Pälsen är på ovansidan gråbrun men enstaka glest fördelade vita hår, undersidan är ljusgrå med några gulaktiga hår. Även svansen är täckt med långa hår. Kännetecknande är vita ringar kring ögonen. Honans pung (marsupium) bildas av flera hudflikar och har åtta spenar.
Individerna lever i ett område med hed i sydvästra Western Australia samt på öar i närheten. De är aktiva på natten och sover på dagen i bon av blad som vanligen göms i trädens håligheter. Ibland vaknar de och solbadar. Födan består troligen främst av insekter och i mindre mått av nektar. Dräktigheten varar i 44 till 53 dagar och sedan föder honan upp till åtta ungar. Ungarna blir efter tre till fyra månader självständiga och efter tio till elva månader könsmogna. Enligt obekräftade berättelser dör alla hannar efter den första parningen, liksom hos pungspetsekorrar.
Populationen på Australiens fastland hotas av förstöringen av levnadsområdet samt av införda rovdjur som rävar och katter. Säkra bestånd finns bara på två öar nära Australiens kustlinje, Boullanger Island och Whitlock Island. IUCN listar arten som starkt hotad och uppskattar hela populationen med 500 till 1000 individer. Tidvis antogs att arten var utdöd.
Hos djurparken i Perth pågår sedan 1997 ett avelsprogram så att flera individer kan återinföras i naturen. Fram till 2007 återinfördes 418 individer från djurparken, de flesta på Escape Island.
Tidigare listades ytterligare en art i samma släkte, Parantechinus bilarni, som förekommer i Northern Territory. Efter nyare undersökningar listas den numera i släktet Pseudantechinus.